# Óriásvarangy
A óriásvarangy más néven agavarangy (Rhinella marina) a kétéltűek (Amphibia) osztályának a békák (Anura) rendjébe, ezen belül a varangyfélék (Bufonidae) családjába tartozó faj.
Korábban a Bufo békanembe volt besorolva, azonban az újabb rendszertani besorolások szerint, a Rhinella nembe tartozik.

## Előfordulása

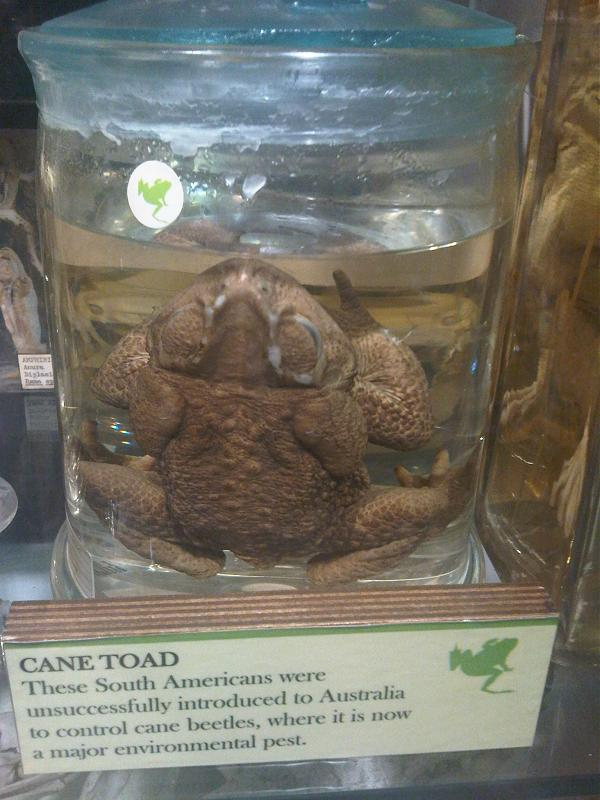
Tartósított kifejlett óriásvarangy a londoni Grant Museum of Zoology-ban

Texas állam déli részén, valamint Közép- és Dél-Amerikában őshonos, trópusi erdőkben és szavannákon élő kétéltűfaj. Betelepítették Ausztráliára, a Melanéz-szigetekre, a Karib-szigetekre, Floridára, a Fülöp-szigetekre és a Hawaii-szigetekre. A szándékos betelepítés oka az óriásvarangy felhasználása az ültetvényekben kárt tevő nádbogár ellen, ez azonban visszájára fordult. Ausztrália keleti partvidékén már tűrhetetlen mértékben elszaporodtak, mérgező bőrük miatt elpusztulnak a rájuk vadászó állatok. Újabban húsevő hangyákat alkalmaznak a tudósok, hogy gátat szabjanak az óriásvarangyok terjeszkedésének Ausztráliában.

## Megjelenése
A faj névadó jellemzője a tekintélyes mérete, hossza 10–23 cm. A színe barna. A fültőmirigyeinek mérgező váladékával egész testét gondosan bekeni, ez védelmet nyújt a ragadozók ellen. Az Ausztráliába betelepített agavarangyok lábai egyre hosszabbak, ahogy kimutatták a kutatók.

## Életmódja
Éjszaka és sötétedéskor aktív. A sűrű növényzetben rejtőzve bármely állatra rátámad leshelyéről, ami belefér hatalmas szájába: rovarlárvák, puhatestűek, békák, madarak, sőt még kisebb rágcsálókat sem veti meg. Természetes élőhelyén az óriásvarangynak sok természetes ellensége van, jöhet a Sakáre-kajmán (Caiman latirostris), a Leptodeira annulata, az elektromos angolna (Electrophorus electricus), valamennyi harcsafaj, az íbiszfélék és az oposszumok. Ezen területeken, ahol betelepítették, ott a ragadozói a nyílfarkú kánya (Haliastur sphenurus), a sárgahasú úszópatkány (Hydromys chrysogaster), a házi patkány (Rattus rattus) és a szalagos varánusz (Varanus salvator). Feljegyzések vannak arról, hogy bagolyfecske (Podargus strigoides) és óriás-bagolyfecske (Podargus papuensis) agavarangyokat fogyasztottak el.

### Fordítás
- Ez a szócikk részben vagy egészben  a   Cane toad című angol Wikipédia-szócikk fordításán alapul.  Az eredeti cikk szerkesztőit annak laptörténete sorolja fel. Ez a jelzés csupán a megfogalmazás eredetét és a szerzői jogokat jelzi, nem szolgál a cikkben szereplő információk forrásmegjelöléseként.